# Dù dì hung
Ketupa ketupu là một loài chim trong họ Strigidae.